# تپه چیا خزینه
تپه چیا خزینه مربوط به سده‌های اولیه دوران‌های تاریخی پس از اسلام است و در شهرستان سلسله (الشتر)، بخش مرکزی، دهستان یوسفوند، ۲۰۰ متری جنوب غرب روستای چراغ آباد علیا واقع شده و این اثر در تاریخ ۳۰ بهمن ۱۳۸۶ با شمارهٔ ثبت ۲۱۱۲۲ به‌عنوان یکی از آثار ملی ایران به ثبت رسیده است.